# Himalphalangium
Himalphalangium is een geslacht van hooiwagens uit de familie Phalangiidae (Echte hooiwagens).
De wetenschappelijke naam Himalphalangium is voor het eerst geldig gepubliceerd door Martens in 1973. 

## Soorten
Himalphalangium omvat de volgende 5 soorten:
- Himalphalangium dolpoense
- Himalphalangium nepalensis
- Himalphalangium palpalis
- Himalphalangium suzukii
- Himalphalangium unistriatum